# Europese kampioenschappen triatlon 2018
De Europese kampioenschappen triatlon olympische afstand 2018 werden van 8 tot en met 10 augustus gehouden in Glasgow. De wedstrijden maakten deel uit van de Europese kampioenschappen 2018.

## Mannen[1]
| №  | Naam                     | Land                | Tijd     |
| -- | ------------------------ | ------------------- | -------- |
| 1  | Pierre Le Corre          | Frankrijk           | 01:47:17 |
| 1  | Fernando Alarza          | Spanje              | 01:47:28 |
| 1  | Marten Van Riel          | België              | 01:47:40 |
| 4  | Alistair Brownlee        | Verenigd Koninkrijk | 01:48:12 |
| 5  | Jelle Geens              | België              | 01:48:47 |
| 6  | Tamás Toth               | Hongarije           | 01:48:53 |
| 7  | Márk Dévay               | Hongarije           | 01:49:04 |
| 8  | Igor Poljanski           | Rusland             | 01:49:09 |
| 9  | Barclay Izzard           | Verenigd Koninkrijk | 01:49:19 |
| 10 | Jonas Schomburg          | Duitsland           | 01:49:26 |
| 11 | Shachar Sagiv            | Israël              | 01:49:39 |
| 12 | Andrea Salvisberg        | Zwitserland         | 01:49:59 |
| 13 | Dmitry Poljanski         | Rusland             | 01:50:05 |
| 14 | Ilya Prasolov            | Rusland             | 01:50:08 |
| 15 | Gábor Faldum             | Hongarije           | 01:50:09 |
| 16 | Russell White            | Ierland             | 01:50:13 |
| 17 | Jan Celustka             | Tsjechië            | 01:50:15 |
| 18 | Jørgen Gundersen         | Noorwegen           | 01:50:35 |
| 19 | Gabriel Allgayer         | Duitsland           | 01:50:37 |
| 20 | Davide Uccellari         | Italië              | 01:50:59 |
| 21 | Jorik Van Egdom          | Nederland           | 01:51:02 |
| 22 | Ran Sagiv                | Israël              | 01:51:06 |
| 23 | Gabriel Sandör           | Zweden              | 01:51:10 |
| 24 | Benjamin Shaw            | Ierland             | 01:51:22 |
| 25 | Sylvain Fridelance       | Zwitserland         | 01:51:26 |
| 26 | Adrien Briffod           | Zwitserland         | 01:51:27 |
| 27 | Andreas Schilling        | Denemarken          | 01:51:34 |
| 28 | Jacopo Butturini         | Kroatië             | 01:51:37 |
| 29 | Antonio Serrat Seoane    | Spanje              | 01:51:52 |
| 30 | Amitai Yonah             | Israël              | 01:51:56 |
| 31 | Linus Stimmel            | Duitsland           | 01:51:57 |
| 32 | Domen Dornik             | Slovenië            | 01:52:00 |
| 33 | Lukas Pertl              | Oostenrijk          | 01:52:09 |
| 34 | Itamar Alster            | Israël              | 01:52:33 |
| 35 | Marc Austin              | Verenigd Koninkrijk | 01:52:51 |
| 36 | João Silva               | Portugal            | 01:52:54 |
| 37 | Endre Espedal            | Noorwegen           | 01:52:56 |
| 38 | Christophe De Keyser     | België              | 01:53:10 |
| 39 | Johannes Vogel           | Duitsland           | 01:53:28 |
| 40 | Donald Hillebregt        | Nederland           | 01:53:59 |
| 41 | Pedro Afonso Gaspar      | Portugal            | 01:54:21 |
| 42 | Darren Dunne             | Ierland             | 01:54:41 |
| 43 | Roee Zoarets             | Israël              | 01:54:54 |
| 44 | Delian Stateff           | Italië              | 01:55:13 |
| 45 | Vicente Hernadez         | Spanje              | 01:55:18 |
| 46 | Frantisek Linduska       | Tsjechië            | 01:55:53 |
| 47 | Vladimir Turbaevskiy     | Rusland             | 01:57:00 |
| 48 | Henrik Goesch            | Finland             | 01:57:17 |
| 49 | Ludwig Fleetwood         | Zweden              | 02:00:59 |
| 50 | Alberto Eugenio Casillas | Litouwen            | 02:01:25 |
| -  | Rostislav Pevtsov        | Azerbeidzjan        | DNF      |
| -  | Henrik Klemmensen        | Denemarken          | DNF      |
| -  | Richard Varga            | Slowakije           | DNF      |
| -  | André Dias               | Portugal            | DNF      |
| -  | Lukas Hollaus            | Oostenrijk          | DNF      |
| -  | Aleksandr Broechankov    | Rusland             | DNF      |
| -  | Miguel Arraiolos         | Portugal            | DNF      |
| -  | Uxio Abuin Ares          | Spanje              | DNF      |
| -  | Ivan Ivanov              | Oekraïne            | DNF      |

## Vrouwen[2]
| №  | Naam                    | Land                | Tijd     |
| -- | ----------------------- | ------------------- | -------- |
| 1  | Nicola Spirig           | Zwitserland         | 01:59:13 |
| 1  | Jess Learmont           | Verenigd Koninkrijk | 01:59:46 |
| 1  | Cassandre Beaugrand     | Frankrijk           | 02:00:57 |
| 4  | Laura Lindemann         | Duitsland           | 02:01:42 |
| 5  | Claire Michel           | België              | 02:02:06 |
| 6  | Vendula Frintová        | Tsjechië            | 02:02:06 |
| 7  | Julia Hauser            | Oostenrijk          | 02:02:37 |
| 8  | Kaidi Kivioja           | Estland             | 02:02:38 |
| 9  | Petra Kurikova          | Tsjechië            | 02:02:41 |
| 10 | Melanie Santos          | Portugal            | 02:03:18 |
| 11 | Anna Godoy Contresas    | Spanje              | 02:03:40 |
| 12 | Ilaria Zane             | Italië              | 02:03:52 |
| 13 | Elena Danilova          | Rusland             | 02:04:04 |
| 14 | Anastasia Gorbunova     | Rusland             | 02:04:07 |
| 15 | Romana Gajdosova        | Slowakije           | 02:04:10 |
| 16 | Ekaterina Matiukh       | Rusland             | 02:04:40 |
| 17 | Kseniia Levkovska       | Azerbeidzjan        | 02:04:45 |
| 18 | Valerie Barthelemy      | België              | 02:04:51 |
| 19 | Anastasia Abrosimova    | Rusland             | 02:05:03 |
| 20 | Edda Hannesdottir       | IJsland             | 02:05:19 |
| 21 | India Lee               | Verenigd Koninkrijk | 02:05:35 |
| 22 | Alexandra Razarenova    | Rusland             | 02:05:44 |
| 23 | Therese Feuersinger     | Oostenrijk          | 02:06:46 |
| 24 | Bianca Bogen            | Duitsland           | 02:06:58 |
| 25 | Giorgia Priarone        | Italië              | 02:07:05 |
| 26 | Maria Czesnik           | Polen               | 02:07:25 |
| 27 | Beth Potter             | Verenigd Koninkrijk | 02:07:43 |
| 28 | Nina Eim                | Duitsland           | 02:08:13 |
| 29 | Antoanela Manac         | Roemenië            | 02:08:46 |
| 30 | Jony Heerink            | Nederland           | 02:09:25 |
| 31 | Hanne De Vet            | België              | 02:11:15 |
| 32 | Marije Dankelman        | Nederland           | 02:11:49 |
| 33 | Laura Wylie             | Ierland             | 02:17:00 |
| -  | Zsanett Bagmayer        | Hongarije           | DNF      |
| -  | Madalena Amaral Almeida | Polen               | DNF      |
| -  | Lena Meissner           | Duitsland           | DNF      |
| -  | Anabel Knoll            | Duitsland           | DNF      |
| -  | Sara Perez Sala         | Spanje              | DNF      |
| -  | Leonie Periault         | Frankrijk           | DNF      |
| -  | Lotte Miller            | Noorwegen           | DNF      |
| -  | Angelica Olmo           | Italië              | DNF      |
| -  | Andreia Ferrum          | Portugal            | DNF      |
| -  | Margaryta Krylova       | Oekraïne            | DNF      |
| -  | Camila Alonso Aradas    | Spanje              | DNF      |

## Aflossing gemengde ploegen[3]
| №  | Land                | Namen                                                                                   | Tijd     |
| -- | ------------------- | --------------------------------------------------------------------------------------- | -------- |
| 1  | Frankrijk           | - Leonie Periault - Pierre Le Corre - Cassandre Beaugrand - Dorian Coninx               | 01:15:07 |
| 1  | Zwitserland         | - Lisa Berger - Andrea Salvisberg - Nicola Spirig - Sylvain Fridelance                  | 01:15:18 |
| 1  | België              | - Claire Michel - Jelle Geens - Valerie Barthelemy - Marten Van Riel                    | 01:15:29 |
| 4  | Hongarije           | - Zsofia Kovacs - Tamás Tóth - Zsanett Bragmayer - Márk Dévay                           | 01:16:06 |
| 5  | Denemarken          | - Anne Holm - Emil Holm - Albert Kjaer Pedersen - Andreas Schilling                     | 01:16:28 |
| 6  | Duitsland           | - Bianca Bogen - Jonas Schomburg - Laura Lindemann - Gabriel Allgayer                   | 01:16:36 |
| 7  | Portugal            | - Melanie Santos - Joao Silva - Helena Carvalho - Miguel Arraiolos                      | 01:16:42 |
| 8  | Spanje              | - Anna Godoy Contreras - Fernando Alarza - Camila Alonso Aradas - Antonio Serrat Seoane | 01:16:45 |
| 9  | Italië              | - Ilaria Zane - Gialuca Pozzatti - Giorgia Priarone - Gregory Barnaby                   | 01:16:46 |
| 10 | Rusland             | - Anastasia Gorbunova - Igor Poljanski - Ekaterina Matiukh - Dmitri Poljanski           | 01:17:00 |
| 11 | Oostenrijk          | - Julia Hauser - Lukas Hollaus - Therese Feuersinger - Lucas Pertl                      | 01:17:26 |
| 12 | Verenigd Koninkrijk | - Beth Potter - Gorden Benson - India Lee - Lestyn Harret                               | 01:17:26 |
| 13 | Polen               | - Maria Czesnik - Tomasz Marcinek - Martha Lagownik - Kacper Stepniak                   | 01:20:23 |
| 14 | Tsjechië            | - Petra Kurikova - Lukas Cervenka - Iveta Fairaislova - Ondrej Oslar                    | 01:21:06 |
| 15 | Nederland           | - Quinty Schoens - Marco Akershoek - Jony Heerink - Jorik Van Egdom                     | 01:21:14 |
| 16 | Slowakije           | - Kristina Jesenska - Richard Varga - Romana Gajdosova - Matus Verbovsky                | 01:21:55 |
| 17 | Ierland             | - Orla Walsh - Benjamin Shaw - Laura Wylie - Russel White                               | 01:22:23 |

## Medaillespiegel
| Plaats | Land                | Goud | Zilver | Brons | Totaal |
| 1      | Frankrijk           | 2    | 0      | 1     | 3      |
| 2      | Zwitserland         | 1    | 1      | 0     | 2      |
| 3      | Spanje              | 0    | 1      | 0     | 1      |
| 3      | Verenigd Koninkrijk | 0    | 1      | 0     | 1      |
| 5      | België              | 0    | 0      | 2     | 2      |
| Totaal | Totaal              | 3    | 3      | 3     | 9      |

## Belgische en Nederlandse deelname

### België

#### Mannen
| Naam                 | Onderdeel                  | Resultaat |
| -------------------- | -------------------------- | --------- |
| Christophe De Keyser | Individueel                | 38        |
| Jelle Geens          | Individueel                | 5         |
| Jelle Geens          | Aflossing gemengde ploegen | 1         |
| Marten Van Riel      | Individueel                | 1         |
| Marten Van Riel      | Aflossing gemengde ploegen | 1         |

#### Vrouwen
| Naam               | Onderdeel                  | Resultaat |
| ------------------ | -------------------------- | --------- |
| Valerie Barthelemy | Individueel                | 18        |
| Valerie Barthelemy | Aflossing gemengde ploegen | 1         |
| Hanne De Vet       | Individueel                | 31        |
| Claire Michel      | Individueel                | 5         |
| Claire Michel      | Aflossing gemengde ploegen | 1         |

### Nederland

#### Mannen
| Naam              | Onderdeel                  | Resultaat |
| ----------------- | -------------------------- | --------- |
| Marco Akershoek   | Aflossing gemengde ploegen | 15        |
| Donald Hillebregt | Individueel                | 40        |
| Jorik Van Egdom   | Individueel                | 31        |
| Jorik Van Egdom   | Aflossing gemengde ploegen | 15        |

#### Vrouwen
| Naam             | Onderdeel                  | Resultaat |
| ---------------- | -------------------------- | --------- |
| Marije Dankelman | Individueel                | 32        |
| Jony Heerink     | Individueel                | 30        |
| Jony Heerink     | Aflossing gemengde ploegen | 15        |
| Quinty Schoens   | Aflossing gemengde ploegen | 15        |